# Toretsk
Toretsk (Oekraïens: Торецьк), tot begin 2016 Dzerzjynsk geheten, is een stad in de Oekraïense oblast Donetsk.
De stad ligt hemelsbreed ongeveer 45 km ten noorden van de hoofdplaats Donetsk en 575 km ten zuidoosten van de hoofdstad Kiev. De door Volksrepubliek Donetsk gecontroleerde stad Horlivka ligt ongeveer 20 km ten zuidoosten van Toretsk.
Bij een schatting van 2021 telde de stad 31.413 inwoners.

## Geschiedenis
In 1806 werd het huidige Toretsk gesticht als een klein dorpje met de naam Sjtsjerbinovka (Russisch: Щербиновка). Omstreeks 1860 openden er steenkoolmijnen. In totaal kwamen er in de stad negen mijnen. De steenkoolmijnen liepen tijdens de Tweede Wereldoorlog schade op, maar werden in de jaren na de oorlog opnieuw opgestart. De meeste mijnen sloten na de Oekraïense onafhankelijkheid omdat ze niet rendabel meer waren. In 2020 waren er nog maar twee mijnen open.
Van 1938 tot 2016 heette het Dzerzjynsk (Oekraïens: Дзержинськ). Vanwege de decommunisatie van Oekraïne werd in 2015 een decreet aangenomen - na de val van president Viktor Janoekovytsj, waardoor de naam in 2016 werd omgedoopt tot Toretsk.
Op 15 april 2014 viel de stad in handen van Ruslandgezinde separatisten maar op 21 juli van dat jaar werd ze heroverd door het Oekraïense leger.
Tijdens de Russische invasie van Oekraïne sinds 2022 kwam Toretsk in de tweede helft van 2024 steeds meer onder Russisch vuur te liggen. Op 7 februari 2025 claimde het Russische leger volledige controle over Toretsk verkregen te hebben.

## Bevolking
Op 1 januari 2021 telde Toretsk naar schatting 31.413 inwoners. Het aantal inwoners vertoont al meerdere jaren een dalende trend: in 1989, kort voor het uiteenvallen van de Sovjet-Unie, had de stad nog 50.538 inwoners. Toretsk behoort hiermee tot de snelst krimpende regio’s van het land.
| 1923  | 1926   | 1939   | 1959   | 1970   | 1979   | 1989   | 2001   | 2005   | 2014   | 2021   |
| ----- | ------ | ------ | ------ | ------ | ------ | ------ | ------ | ------ | ------ | ------ |
| 6.320 | 12.806 | 31.750 | 44.835 | 46.818 | 44.502 | 50.538 | 43.371 | 40.359 | 34.750 | 31.413 |

In 2001 bestond de stad etnisch gezien vooral uit Oekraïners (22.302 personen - 52%), gevolgd door een grote minderheid van 19.232 Russen (44,8%). Uitgezonderd van 198 Wit-Russen (0,5%) en 144 Roma (0,3%) waren er geen andere vermeldenswaardige minderheden.
Alhoewel etnische Oekraïners de meerderheid van de bevolking vormen, is de meest gesproken moedertaal in de stad het Russisch (78,23%). Een grote minderheid sprak het Oekraïens (21,29%) als eerste taal, terwijl kleinere gemeenschappen het Romani, Wit-Russisch of Armeens als moedertaal spraken.

## Geboren
- Nikolaj Ryzjkov (1929-2024), Sovjet-Russisch politicus